# 克雷韦尚
克雷韦尚（法語：Crévéchamps，法語發音：[kʁeveʃɑ̃]）是法国默尔特-摩泽尔省的一个市镇，位于该省南部，属于南锡区。

## 地理
克雷韦尚（48°31'25"N, 6°15'56"E）面积4.86 平方千米，位于法国大東部大區默尔特-摩泽尔省，该省份为法国东北部内陆省份，是洛林的一部分，北邻比利时、卢森堡，北起顺时针与摩泽尔省、下莱茵省、孚日省和默兹省接壤。
与克雷韦尚接壤的市镇（或旧市镇、城区）包括：贝内、欧松维尔、圣马尔、圣勒米蒙、托努瓦、摩泽尔河畔韦勒。

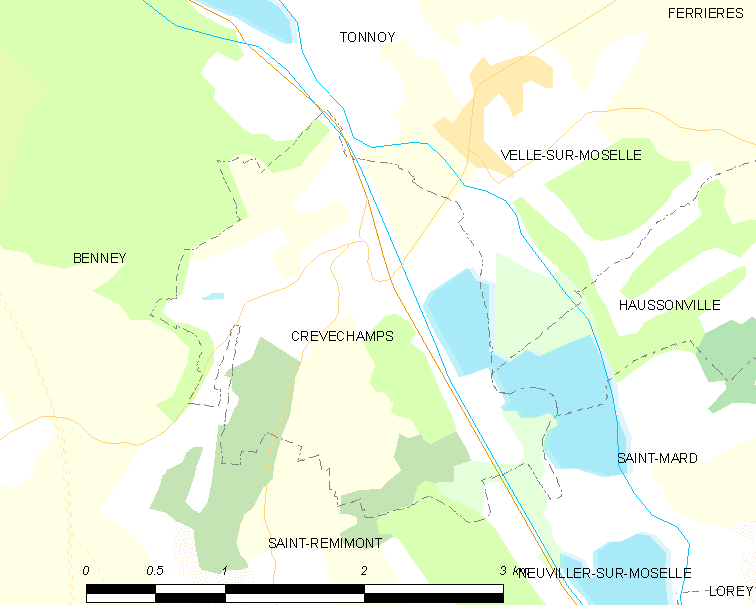
克雷韦尚的OSM定位图

克雷韦尚的时区为UTC+01:00、UTC+02:00（夏令时）。

## 行政
克雷韦尚的邮政编码为54290，INSEE市镇编码为54144。

## 政治
克雷韦尚所属的省级选区为梅讷欧桑图瓦县。

## 人口

1962-2008年间克雷韦尚人口变化图示

克雷韦尚于2022年1月1日时的人口数量为348人。